# السلفية بين الأصيل والدخيل (كتاب)
السلفية بين الأصيل والدخيل كتاب من تأليف الدكتور أحمد كريمة أستاذ الفقه المقارن والشريعة الإسلامية بجامعة الأزهر، وضح فيه الفرق بين السلفية الحقيقية (أهل القرون الثلاث الأولى) وبين الذين يدعون انتمائهم والتزامهم بالمنهج السلفي كالوهابية. يقدم الدكتور أحمد كريمة في هذا الكتاب دراسة نقدية علمية عن من أسماهم خوارج هذا الزمان ومنتحلي السلف، وعن فكر التشدد والتطرف والتنطع.

## أقسام الكتاب
ينقسم الكتاب إلى جزءين الجزء الأول بعنوان «السلفية بين الأصيل والدخيل»، أما الجزء الثاني فعنوانه «مفاهيم دينية مغلوطة» في محاولة لتصحيح هذه المفاهيم. وفي الجزء الأول من الكتاب يقوم الدكتور أحمد كريمة بتعريف الوهابية، حيث إنها بحسب رأيه من الحركات الإسلامية التي ظهرت إبان عهود التخلف في العالم الإسلامي، تقول إنها تدعو إلى العودة بالعقيدة الإسلامية إلى أصولها الصافية وتنقية مفهوم التوحيد مما علق به من أنواع الشرك، ثم يتحدث المؤلف عن مؤسسها محمد بن عبد الوهاب النجدي، وعن مبادئها ومعتقداتها: تقليد المذهب الحنبلي في الفروع الفقهية وآراء ابن تيمية وابن القيم، نسبة الآراء الاعتقادية الي الإمام أحمد بن حنبل ونسبة ذلك كله إلي الرسول والصحابة، إنكار المجاز في النصوص الشرعية، إنكار التوسل والتبرك وبناء القبور والأضرحة وغيرها. ثم بعد ذلك يقوم بالتعليق على مبادئ ومعتقدات السلفية الوهابية بقوله: «".. هي الجمودية التي تشير إلى رفض التكيف والمعارضة لكل نمو وتطور، ومعاداة الحضارة خيرها وشرها، والعودة إلى الماضي من انتساب إلى التراث، والمحافظة عليه وتقديسه، ورفض الحاضر وكراهيته، وعدم التسامح، والانغلاق، والتحجر المذهبي، وما يستتبعه من تصلب وعناد وتعصب".»
ثم يقوم بتعريف مصطلح «السلف الصالح» بأنه يطلق علي عصر الرسول، والصحابة، ومن بعدهم التابعين وتابعي التابعين، وهذه الفترة لها صفات خاصة بها، فهي لم تتمذهب بمذهب عقائدي ولا بمذهب فقهي محدد، ولهم التوقير لا التقديس، ثم بعد عهود السلف الصالح تأتي عهود الخلف، بمذاهب وآراء منها الصحيح والسقيم والصواب والخطأ، ومستجدات ينظمها الحديث النبوي: (أنتم أعلم بأمر دنياكم)، ولا يجوز للخلف ادعاء وانتحال الانتساب للسلف الصالح تسمية أو ينسب إليهم آراء قيلت بعدهم بقرون في مرحلة الخلف وإلا كان كذباً علي مبلغ الرسالة. ثم يوضح أن عهود السلف الصالح (القرون الثلاثة) لهم فيها الأفضلية والخيرية، وفقاً لقول الرسول: (خير القرون قرني ثم الذين يلونهم ثم الذين يلونهم)، وعهود الخلف فيها خيرية، وفقاً لهذه الآية: ﴿وَالسَّابِقُونَ الْأَوَّلُونَ مِنَ الْمُهَاجِرِينَ وَالْأَنْصَارِ وَالَّذِينَ اتَّبَعُوهُمْ بِإِحْسَانٍ رَضِيَ اللَّهُ عَنْهُمْ وَرَضُوا عَنْهُ وَأَعَدَّ لَهُمْ جَنَّاتٍ تَجْرِي تَحْتَهَا الْأَنْهَارُ خَالِدِينَ فِيهَا أَبَدًا ذَلِكَ الْفَوْزُ الْعَظِيمُ ۝١٠٠﴾ [التوبة:100] فلا قداسة ولا احتكار لخيرية أو لفهم الدين لعهد دون عهد. أما انتساب فرقة من الفرق الإسلامية ذات صبغة مذهبية ونسبة آرائها إلي عهد السلف الصالح يعد خداعاً وتدليساً على حسب رأي المؤلف.